# Guatavita
Guatavita ist eine Gemeinde (municipio) im Departamento Cundinamarca in Kolumbien.

## Geographie
Guatavita liegt auf einer Höhe von ungefähr 2680 Metern 75 km nordöstlich von Bogotá. Die Durchschnittstemperatur beträgt 14 °C. Die Gemeinde grenzt im Süden an Guasca und Sopó, im Norden an Sesquilé und Machetá, im Osten an Gachetá und Junín und im Westen an Tocancipá und Gachancipá.

## Bevölkerung
Die Gemeinde Guatavita hat 6963 Einwohner, von denen 2010 im städtischen Teil (cabecera municipal) der Gemeinde leben (Stand: 2019).

## Geschichte

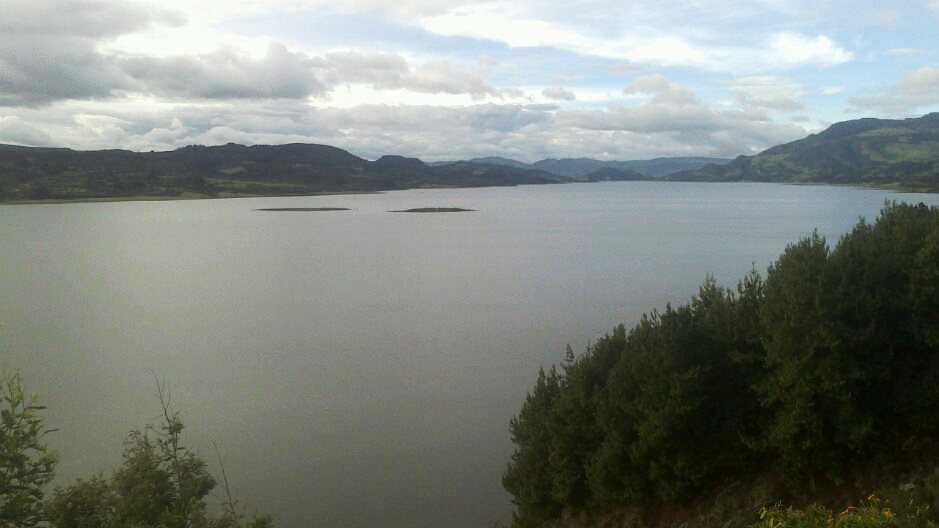
Der Stausee Tominé

Guatavita war die religiöse Hauptstadt des indigenen Volkes der Muisca, deren wichtigstes Heiligtum die Laguna de Guatavita war, die auf dem Gebiet der heutigen Nachbargemeinde Sesquilé liegt. Das moderne Guatavita wurde 1593 von Miguel de Ibarra gegründet. Bei der Konstruktion des Stausees Embalse de Tominé wurde der alte Ort 1967 geflutet. Ab 1964 war ein neuer Ort an neuer Stelle errichtet worden, der heute am Ufer des Stausees liegt.

## Wirtschaft
Der wichtigste Wirtschaftszweig von Guatavita ist die Landwirtschaft. Insbesondere werden Kartoffeln, Mais, Hülsenfrüchte und Gerste angebaut. Zudem gibt es Rinderproduktion. An Wochenenden und Feiertagen ist Guatavita außerdem ein beliebtes Ausflugsziel; es gibt Souvenir-Läden und Restaurants für die Touristen.